# Roger Negri

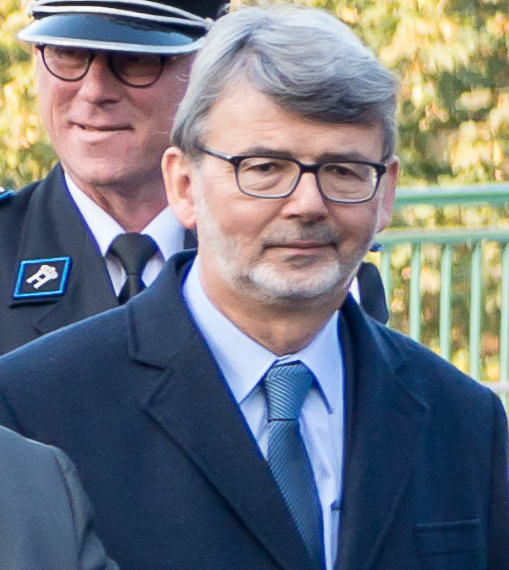
Roger Negri (2016)

Roger Negri (geboren am 7. Februar 1954 in Bettemburg) ist ein ehemaliger luxemburgischer Politiker der LSAP und Sportfunktionär. Er war von 2004 bis 2018 Abgeordneter in der Deputiertenkammer, dem Parlament des Landes und bis 2012 Präsident des nationalen Turnverbandes.
Negri war bis zu seinem erstmaligen Einzug in das luxemburgische Abgeordnetenhaus 2004 bei der staatlichen Eisenbahngesellschaft CFL beschäftigt. Er ist seit 1996 Mitglied der LSAP sowie seit Anfang 2000 in seinem Wohnort Mamer Schöffe. Bis zu seinem Rücktritt 2012 war er Vorsitzender des nationalen Turnverbandes Fédération luxembourgeoise de Gymnastique (FLGym).
Negri kandidierte bei den Kammerwahlen 2004, 2009 und 2013 für das luxemburgische Parlament. Dabei verfehlte er zwar in allen drei Fällen den direkten Einzug, konnte aber jeweils als Nachrücker davon profitieren, dass vor ihm liegende Mitbewerber auf ihr Mandat verzichten mussten, da sie Mitglied der Regierung wurden, oder, wie 2004 im Falle von Marc Zanussi, wenige Tage nach der Wahl verstarben. Während seiner Zeit in der Kammer war er Mitglied verschiedener Parlamentsausschüsse. In seiner ersten Legislaturperiode saß er dem Umweltausschuss, in seiner zweiten dem Ausschuss für Landwirtschaft, Weinbau und die Entwicklung des ländlichen Raumes vor. Er war von August 2004 bis Juni 2009 Mitglied des Beratenden Interparlamentarischen Beneluxrates und hatte ab Januar 2007 für zwei Jahre dessen Präsidentschaft inne.
Im Januar 2018 kündigte Negri an, sich aus der aktiven Politik zurückzuziehen: Er werde zum 1. April des Jahres sein Abgeordnetenmandat niederlegen, nach Ablauf von dessen Amtszeit nicht erneut für das Schöffenamt kandidieren und auch nicht bei der folgenden Gemeinderatswahl 2023 antreten. Nachfolgerin in der Kammer wurde zum 17. April 2018 Simone Asselborn-Bintz. Am 22. Januar 2019 wurde Negri auf einem Parteitag in den Beirat der LSAP gewählt.